# Yoozoo Games
Yoozoo Games (nom commercial de Youzu Interactive) est un développeur de jeux vidéo et éditeur de jeux sur navigateur et sur mobile, principalement des jeux en ligne massivement multijoueurs (MMORPG), en Asie, en Europe et en Amérique du Nord. La société a été fondée en 2009 par Lin Qi, a créé GTArcade et a commencé à publier ses titres à l'étranger en 2013, et a été cotée à la bourse de Shenzhen en 2014.
Beaucoup de ses jeux tirent leurs revenus de la vente de biens virtuels et la majorité sont développés en interne. Son jeu international le plus populaire est un MMORPG par navigateur intitulé League of Angels. Ce jeu a commencé comme un jeu autonome pour le marché chinois, mais a ensuite été adapté pour un marché international en pleine croissance. Le jeu est sorti dans les pays anglophones à la fin de 2013 et compte aujourd'hui plus de 300 serveurs en activité.
Son siège social se trouve dans le district de Xuhui, à Shanghai.

## Histoire
Lin Qi (chinois : 林奇 ; pinyin : Lín Qí), né en 1981 à Wenzhou, Zhejiang), également connu sous le nom de Titan Lin, est un entrepreneur chinois et le fondateur de Youzu Interactive. La société, qui produit des jeux pour ses marchés nationaux et étrangers, a été rachetée par Susino Umbrella dans le cadre d'une transaction portant uniquement sur des actions en 2014. Lin Qi possédait environ 100,9 millions d'actions de Youzu, dont la dernière évaluation était de 2,2 milliards de dollars, selon Wealth-X. Le 25 décembre 2020, Lin Qi est décédé à l'âge de 39 ans. Il aurait été empoisonné le 16 décembre par l'un de ses collègues,.
Youzu Games HongKong Limited a été fondée début 2013 à Hong Kong et se concentre sur la localisation et l'exploitation de jeux massivement multijoueurs en Amérique du Nord et en Europe. En 2016, Youzu a acheté le développeur allemand de jeux en ligne Bigpoint pour 89,7 millions de dollars.

## Jeux vidéo

### League of Angels

Promotion de League of Angels II à la gamescom 2016.

League of Angels (abréviation : LoA) est un MMORPG sorti en décembre 2013 par Youzu Interactive. La sortie de LoA en Chine a eu lieu en juillet 2013, et la version nord-américaine a suivi peu après en décembre de la même année. League of Angels a été choisi en décembre 2014 comme l'un des meilleurs nouveaux jeux sur Facebook pour cette année-là.
League of Angels II (également appelé League of Angels 2 ou LoA2) est la suite de 2016 du jeu de 2013. Sa sortie imminente a été annoncée le 15 mars, et une bêta fermée de 5 000 joueurs s'est déroulée du 24 au 31 mars, remplacée ensuite par une bêta ouverte. Il a été lancé le 8 avril en Amérique du Nord, et deux semaines plus tard, un don d'or gratuit a été organisé pour promouvoir le jeu. La sortie européenne du jeu a eu lieu le 19 mai. La première version multilingue du jeu (anglais, français, allemand, chinois simplifié et chinois traditionnel) est sortie le 26 mai, puis en portugais et en espagnol le 23 juin,.

### Autres jeux
- Drakensang Online
- DarkOrbit
- Fire Raiders[26]
- Knight's Fable - MMORPG par navigateur (mai 2014)[27]
- Magerealm - MMORPG par navigateur (décembre 2015)
- Legacy of Discord[26]
- Game of Thrones: Winter Is Coming (mars 2019)
- Infinity Kingdom - RPG (février 2021)